# Caroline Yale

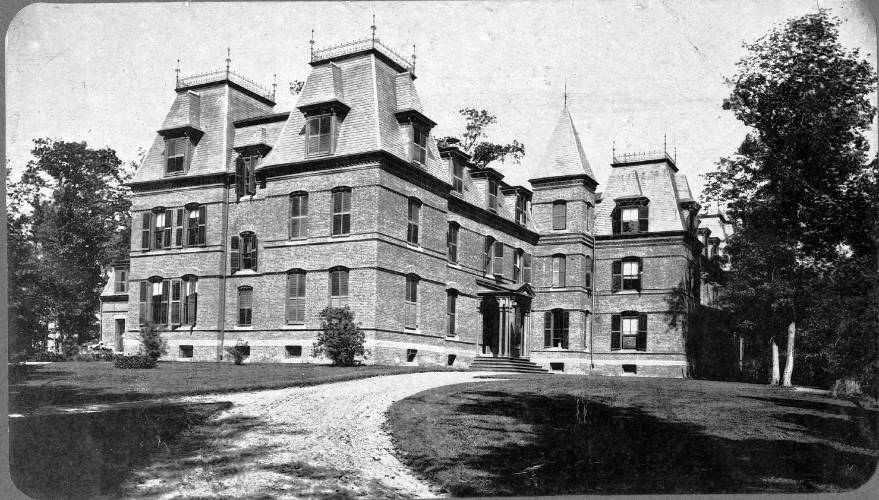
Clarke School for the Deaf

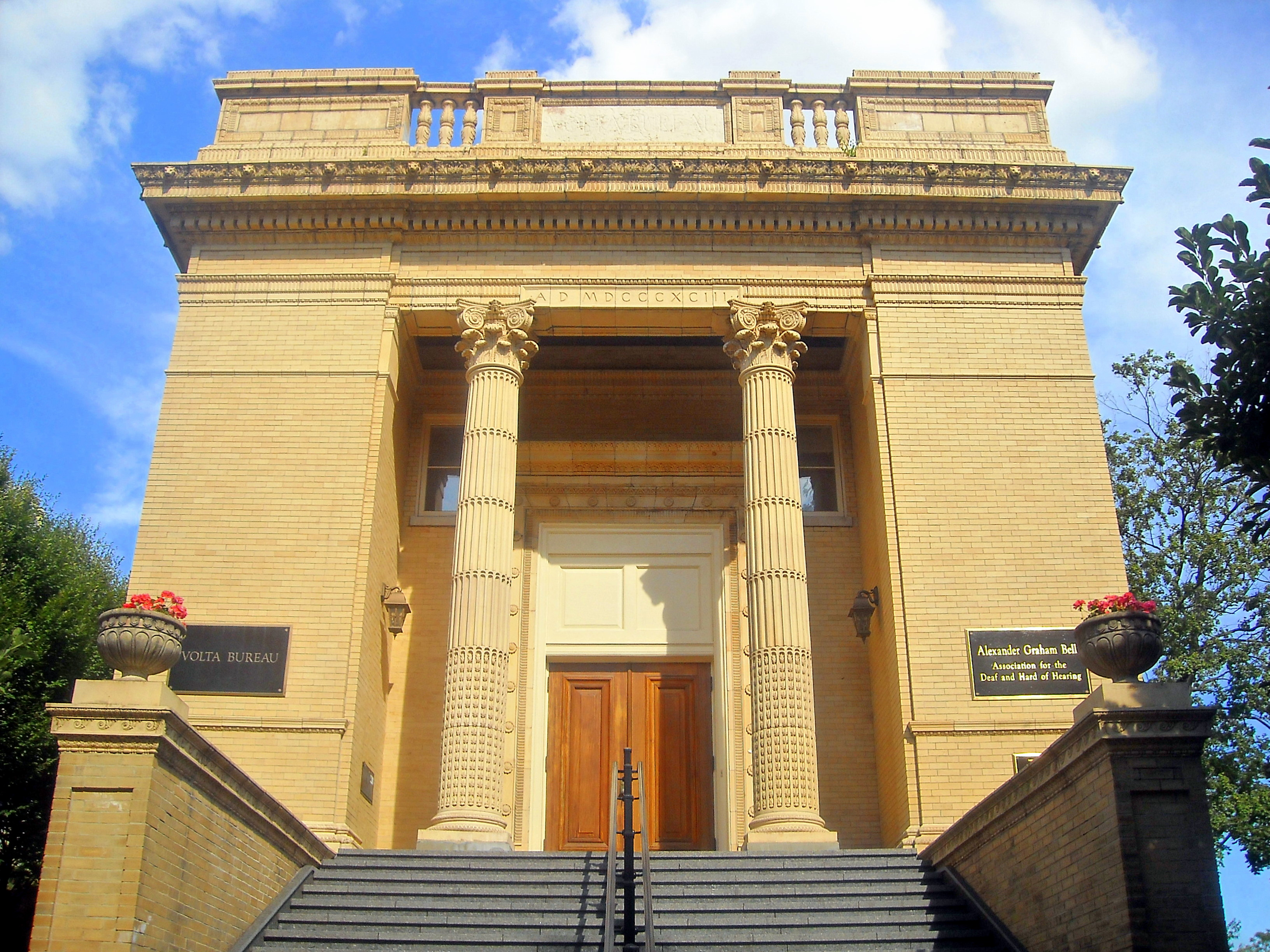
Alexander Graham Bell Association for the Deaf and Hard of Hearing, di cui Caroline Yale fu fondatrice e dirigente

Caroline Ardelia Yale (Charlotte, 29 settembre 1848 – Northampton, 2 luglio 1933) è stata un'inventrice e educatrice statunitense, creò un sistema fonetico per l'insegnamento dell'inglese a sordi e ipoudenti.

## Biografia
Caroline Ardelia Yale era l'ultima dei cinque figli di William Lyman Yale e Ardelia Strong, nacque a Charlotte, nel Vermont dove visse fino all'età di 10 anni. Il padre era agricoltore e diacono della Chiesa Congregazionale e contribuì a fondare la Williston Academy, mentre il nonno paterno, Lyman Yale, combatté con il grado di capitano nella Guerra anglo-americana del 1812, insieme al cugino maggiore generale Hezekiah Barnes, figlio di Lois Yale; il nonno materno era invece medico.  Faceva parte della famiglia Yale, era lontana parente di Sarah Yale, la suocera di William Henry e Samuel Henry, nonno e zio dell'abolizionista Laura Spelman, moglie di John D. Rockefeller, nonché di un altro zio della signora Rockefeller.
Il fratello di Caroline, John Lyman Yale, era un industriale e vicino di casa di Grace Coolidge, che in seguito sposò il presidente Calvin Coolidge, Grace nell'infanzia aveva trascorso del tempo a casa Yale nel periodo in cui suo padre aveva avuto un infortunio di lavoro.
Nel 1858 la famiglia si trasferì a Williston (Vermont), i genitori e degli istitutori si occuparono della formazione di Caroline. Frequentò le scuole a Williston e dal 1866 al 1868 il Mount Holyoke Seminary (che in seguito divenne il Mount Holyoke College).
Finiti gli studi si dedicò all'insegnamento a Brandon (Vermont) e a Williston. Nel 1870 iniziò a lavorare alla Clarke School for the Deaf a Northampton (Massachusetts) e nel 1886 assunse la direzione dell'istituto.
Caroline Yale lavorò presso la Clarke School for Hearing and Speech per 63 anni, 36 dei quali nel ruolo di direttrice. 
Nel 1882 in collaborazione con una collega insegnante iniziò a sviluppare un sistema di simboli fonetici più ampio rispetto a quello precedentemente ideato da Alexander Melville Bell e chiamato "Visible Speech". Venne creato il "Northampton Vowel and Consonant Charts", che Caroline illustrò in dettaglio nel suo "Formation and Development of Elementary English Sounds" (1892), e che divenne il sistema più utilizzato negli Stati Uniti. Collaborò con Alexander Graham Bell e suo padre, Alexander Melville Bell, per sviluppare il suo sistema fonetico e i metodi di insegnamento. 
Nel 1889 istituì presso la Clarke School for the Deaf un dipartimento per la formazione degli insegnanti, prima della sua morte, avvenuta a Northampton il 2 luglio 1933, insegnanti formati presso la scuola erano presenti nelle scuole per sordi di 31 Stati degli USA e 9 Stati del resto del mondo.
Nel 1994 le è stato intitolato il cratere Yale, situato su Venere.